# Bóg istnieje
Bóg istnieje. Dlaczego najsłynniejszy ateista zmienił swój światopogląd? – książka angielskiego filozofa Antony Flewa opublikowana w 2007 roku w Wielkiej Brytanii (polski przekład ukazał się w 2010 roku). Autor wyjaśnia w niej powody, dla których porzucił światopogląd ateistyczny, który reprezentował i bronił przez większą część swojego życia. Do opowiedzenia się za deizmem nie skłonił go żaden nowy argument ani zjawisko, lecz ponowny namysł nad klasycznymi argumentami filozoficznymi i wymową wyników badań przyrodniczych.
Według Flewa świadectwa empiryczne: prawa przyrody, życie i jego celowa organizacja oraz istnienie Wszechświata mogą być wyjaśnione jedynie w świetle "wyższej Inteligencji", która wyjaśnia zarówno własne istnienie, jak i istnienie Wszechświata. Argumentując na rzecz istnienia transcendentnego źródła racjonalności Wszechświata, Flew powołuje się na opinie wybitnych uczonych, którzy podzielali ten punkt widzenia (m.in. Karol Darwin, Albert Einstein, Werner Heisenberg, Max Planck, Erwin Schrödinger, Paul Dirac).
Książka składa się z przedmowy, wprowadzenia, dziesięciu rozdziałów i dwóch dodatków. Przedmowę oraz dodatek A, pod tytułem "Nowy ateizm": omówienie krytyczne poglądów Dawkinsa, Denneta, Wolperta, Harrisa i Stengera napisał Roy Abraham Varghese. Dodatek B nosi tytuł Objawienie się Boga w dziejach ludzkich i zawiera wypowiedź biskupa N.T. Wrighta, którą Flew określił jako "najsilniejszy argument na rzecz prawdziwości wierzeń chrześcijańskich, z jakim się zetknąłem".
W 2007 roku w piśmie New York Times Magazine w artykule The Turning of an Atheist Mark Oppenheimer zakwestionował autorstwo Flewa i wskazał na Roya Abrahama Varghese jako osobę prawie całkowicie odpowiedzialną za napisanie tej książki.